# Euphorbia ensifolia
Euphorbia ensifolia är en törelväxtart som beskrevs av John Gilbert Baker. Euphorbia ensifolia ingår i släktet törlar, och familjen törelväxter. IUCN kategoriserar arten globalt som sårbar.
Artens utbredningsområde är Madagaskar. Inga underarter finns listade i Catalogue of Life.